# Diócesis de Volsinium
La Sede titular de Volsinium es una Diócesis titular católica.

## Episcopologio
- Adrianus Djajasepoetra, SJ (21 de mayo de 1970-10 de julio de 1976)
- Nicolas Eugene Walsh (10 de agosto de 1976-6 de septiembre de 1983)
- Alfons Maria Stickler, SDB (8 de septiembre de 1983-25 de mayo de 1985)
- Justin Francis Rigali (8 de junio de 1985-25 de enero de 1994)
- Justo Mullor García (28 de julio de 1994-30 de diciembre de 2016)
- Alfredo Horacio Zecca (9 de junio de 2017-4 de noviembre de 2022)
- Gian Luca Perici (desde el 5 de junio de 2023)